# چهارطاق (رستم)
چهارطاق، روستایی در دهستان پشتکوه رستم بخش سورنا شهرستان رستم در استان فارس ایران است. این روستا، مرکز دهستان پشتکوه رستم است.

## جمعیت
بر پایه سرشماری عمومی نفوس و مسکن در سال ۱۳۹۵، جمعیت این روستا برابر با ۲۱۴ نفر (۵۹ خانوار) بوده است.